# Clã Fuwa
O clã Fuwa (不破氏, Fuwa-shi) foi um clã do Japão descendente do clã Fujiwara.  No Período Sengoku, serviu como vassalo do clã Oda. 